# Fischmarktplatz (Rapperswil)

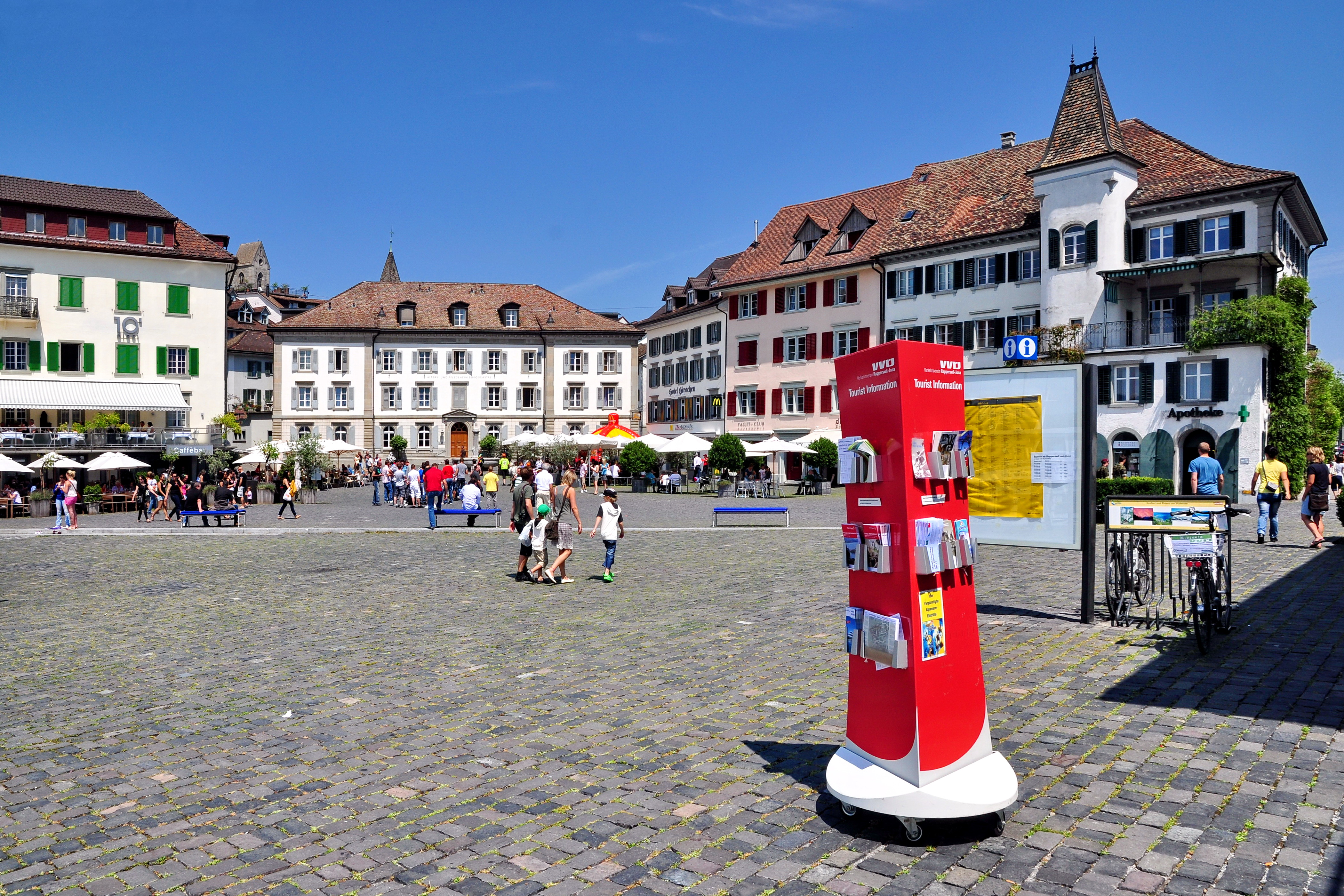
Fischmarktplatz in Rapperswil, Ansicht vom Hafen

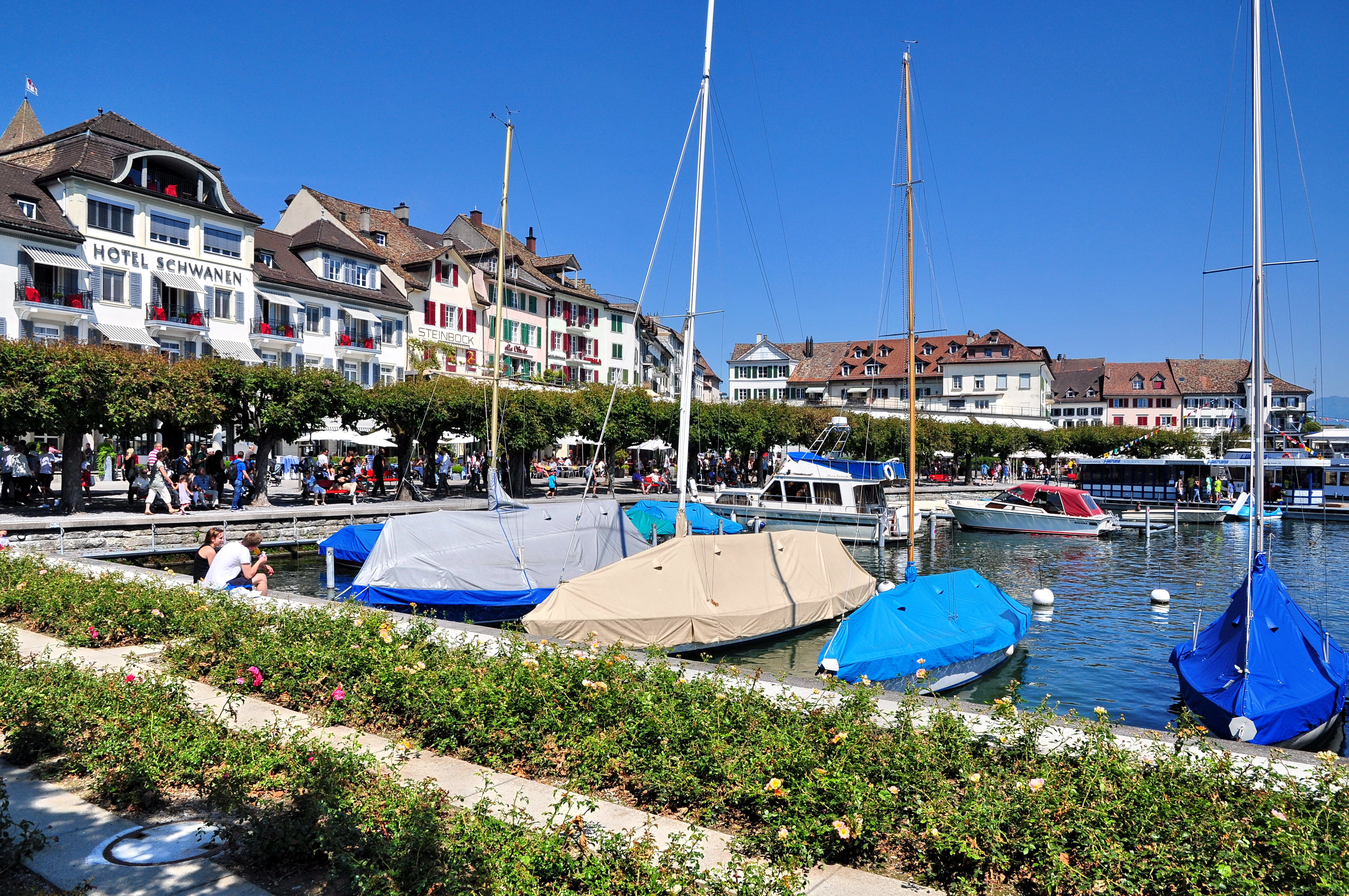
Ansicht vom See-Quai

Der Fischmarktplatz ist ein öffentlicher Platz in der Altstadt von Rapperswil, einem Ortsteil der Schweizer Gemeinde Rapperswil-Jona im Kanton St. Gallen.

## Lage und Geographie
Der Fischmarktplatz liegt am südlichen Ende der Altstadt von Rapperswil und bildet deren Abschluss zum Hafen am Zürichsee. Südlich des Hauptplatzes gelegen und mit diesem durch die Fischmarktstrasse verbunden, ist er ein grosszügig gestalteter, annähernd quadratischer Platz mit einem öffentlichen Brunnen vor dem ehemaligen Heiliggeistspital.

## Geschichte

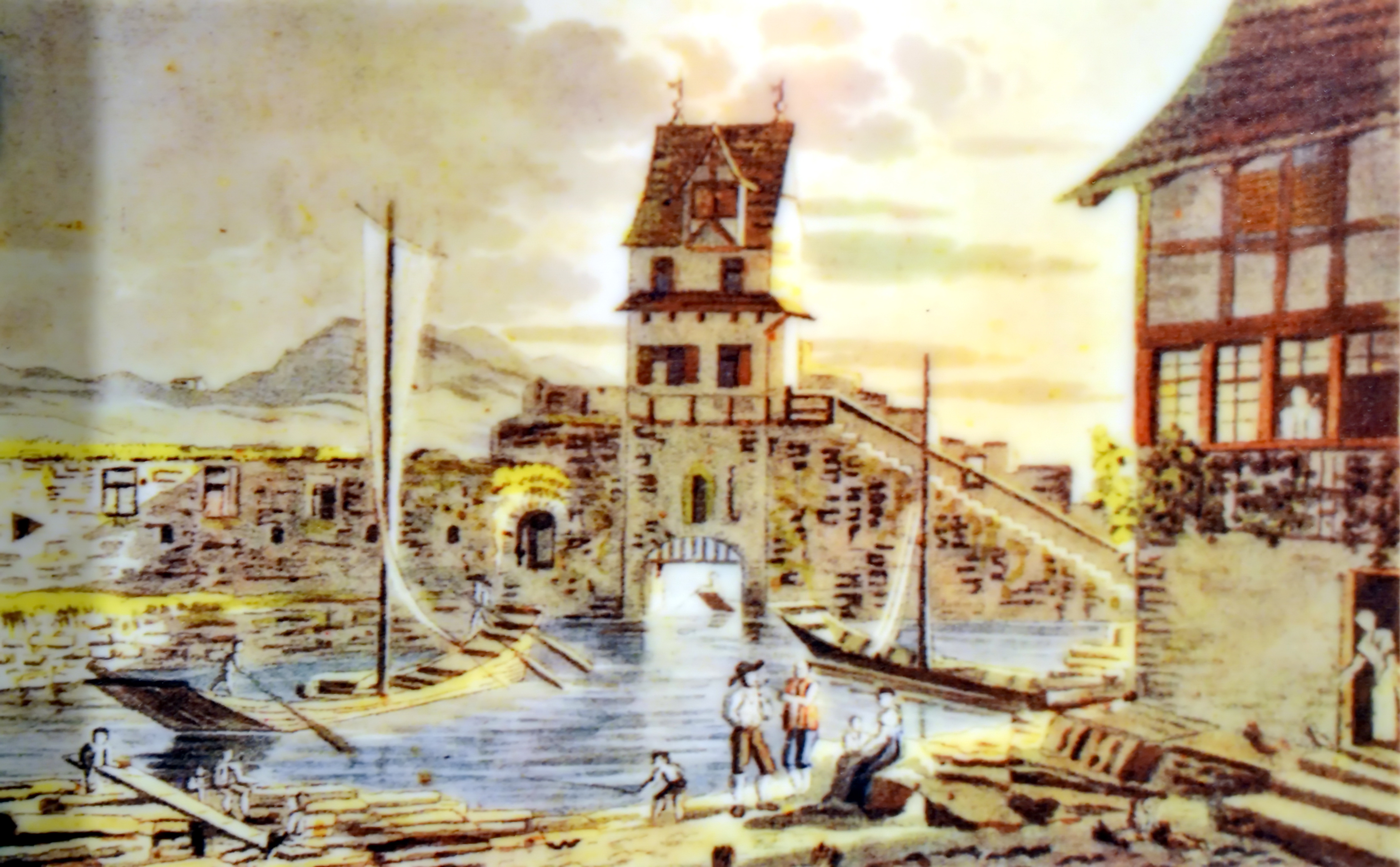
Schutzgatterturm des inneren Hafens, Johann Jakob Meyer, um 1830

Der offene Fischmarktplatz und die seeseitigen Gasthöfe Schwanen, Steinbock, Schwert, Bellevue, Anker und Du Lac sind mit dem aufkommenden Tourismus nach 1834 entstanden. An der Stelle des heutigen Fischmarktplatzes lag bis 1837 der mittelalterliche befestigte innere Hafen, der zusammen mit dem überwiegenden Teil der Stadtbefestigung geschleift wurde. Bis zur Inbetriebnahme der Eisenbahn- und heutigen Strassenbrücke über den Seedamm führte die Hauptverkehrsverbindung der Region, die Holzbrücke über den Obersee, zum ehemaligen südlichen Brückentor in der Nähe des Heilig Hüslis. Der Verkehr durch die Stadt Rapperswil verlief vom östlichen Halstor beim Engelplatz über den Hauptplatz durch die Fischmarktstrasse zum befestigten Tor beim Fischmarkt, am Standort der heutigen Gasthöfe Hecht und Hirschen. Befestigungsmauern schützten bis 1834 den inneren Hafen, der im Bereich des heutigen Parkhauses lag und wiederum durch das hölzerne Fallgatter im 1610 ausgebauten Schutzgatterturm die Schiffszufahrt sperrte. Der Schleifung von Stadtmauern und Toren folgten die Aufschüttung des inneren Hafens und die Erstellung des neuen äusseren Hafens mit seinen zwei markanten Wellenbrechern. Bis zu jenem Zeitpunkt reichte der Zürichsee bis an die Stadtmauern, die sich über den Hauptplatz und den Fischmarktplatz an der heutigen Häuserfront mit den Hotels und Restaurants bis zu den Befestigungen beim Kapuzinerkloster erstreckten.

## Sehenswürdigkeiten und Veranstaltungen
Die nordöstliche Achse des Fischmarktplatzes prägen seit 1844 der klassizistische Spitalbau von Felix Wilhelm Kubly, das heutige Alters- und Pflegeheim Bürgerspital anstelle des mittelalterlichen Heilig-Geist-Spitals, mit dem 1842 errichteten Schalenbrunnen aus Solothurner Jurastein. Der 2006 erstellte Springbrunnen beim Übergang zum See-Quai erfreut sich im Sommer als improvisierter Spielplatz grosser Beliebtheit. In westlicher Richtung führt der See-Quai dem Hafen und den seeseitigen Hotels und Restaurants der Flaniermeile entlang zum Landesteg der Zürichsee-Schifffahrtsgesellschaft (ZSG), am Curti-Haus vorbei zur Bühler-Allee. Die 1886 begonnene Anlage der Bühler-Allee verbindet den südlichen Teil der Altstadt – am Endingerhorn und den Lindenhof vorbei um die gesamte Halbinsel bis um Einfluss des Stadtbaches bei der Giessi – mit dem nördlichen Teil der Altstadt beim Engelplatz.

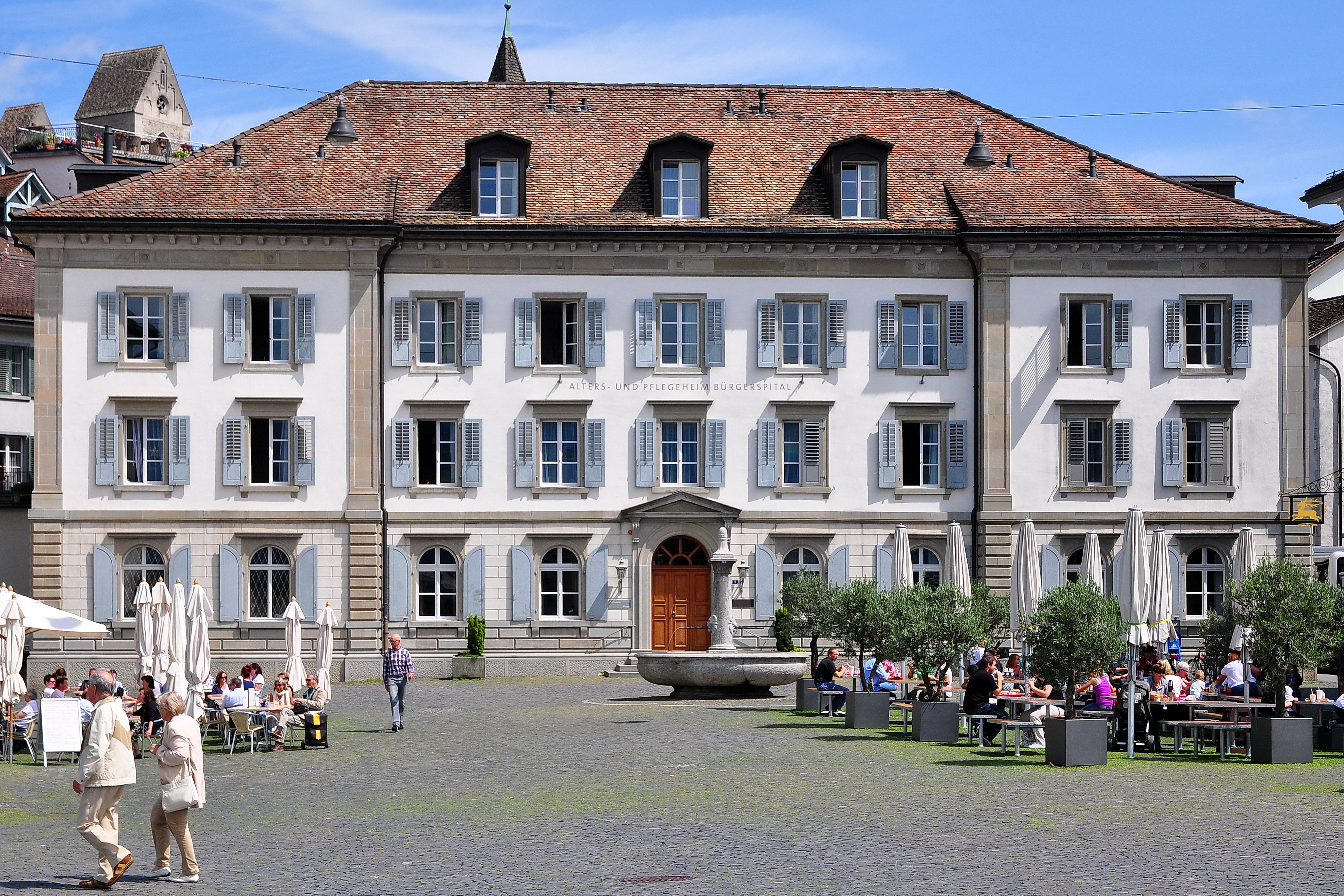
Bürgerspital
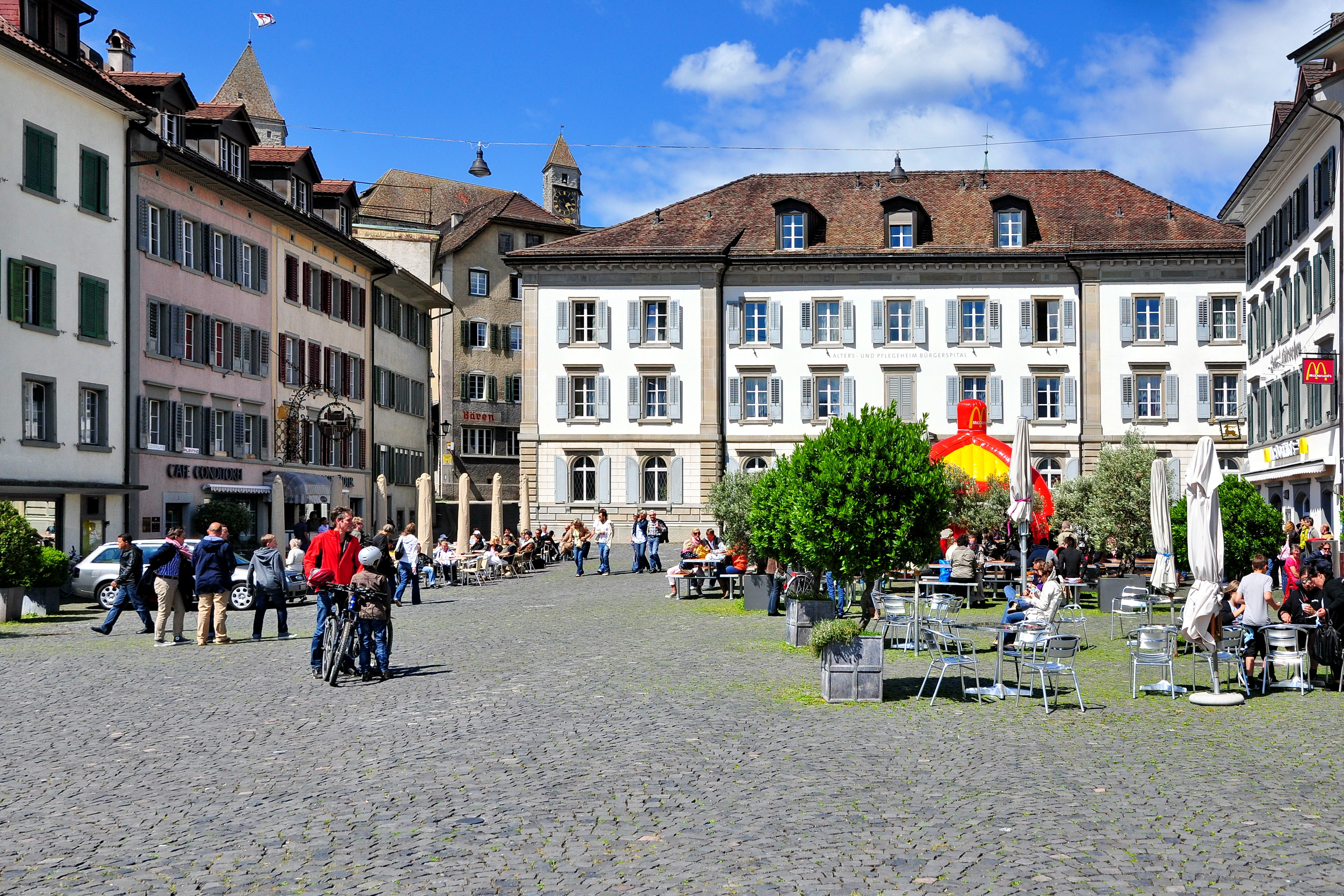
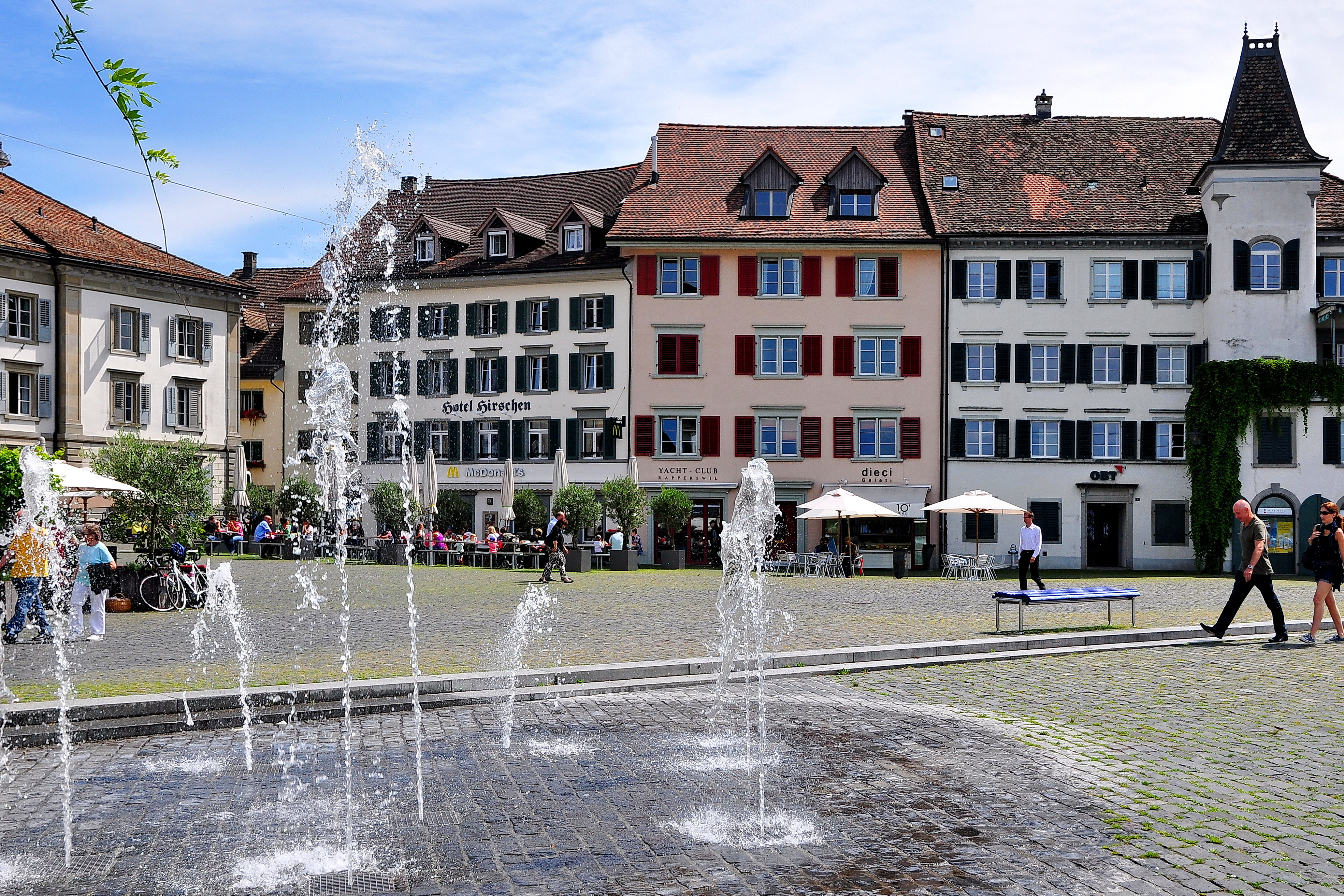
Springbrunnen, im Hintergrund der See-Quai
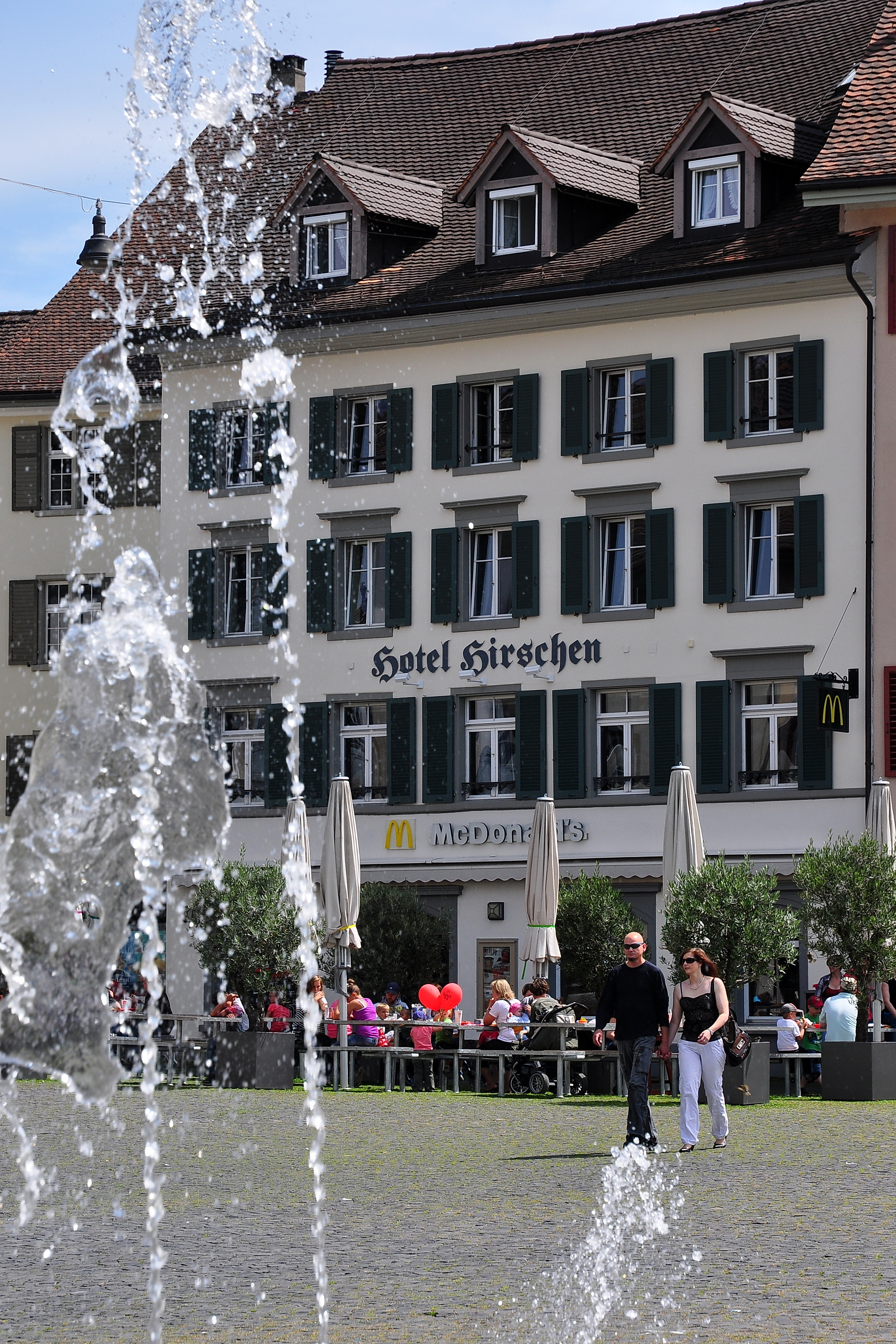
Hotel Hirschen

Ein Grossteil der zahlreichen Kulturveranstaltungen in Rapperswil findet auf dem Fischmarktplatz und dem angrenzenden Hauptplatz statt.
Siehe auch Sehenswürdigkeiten in der Altstadt

## Fischmarktbrunnen

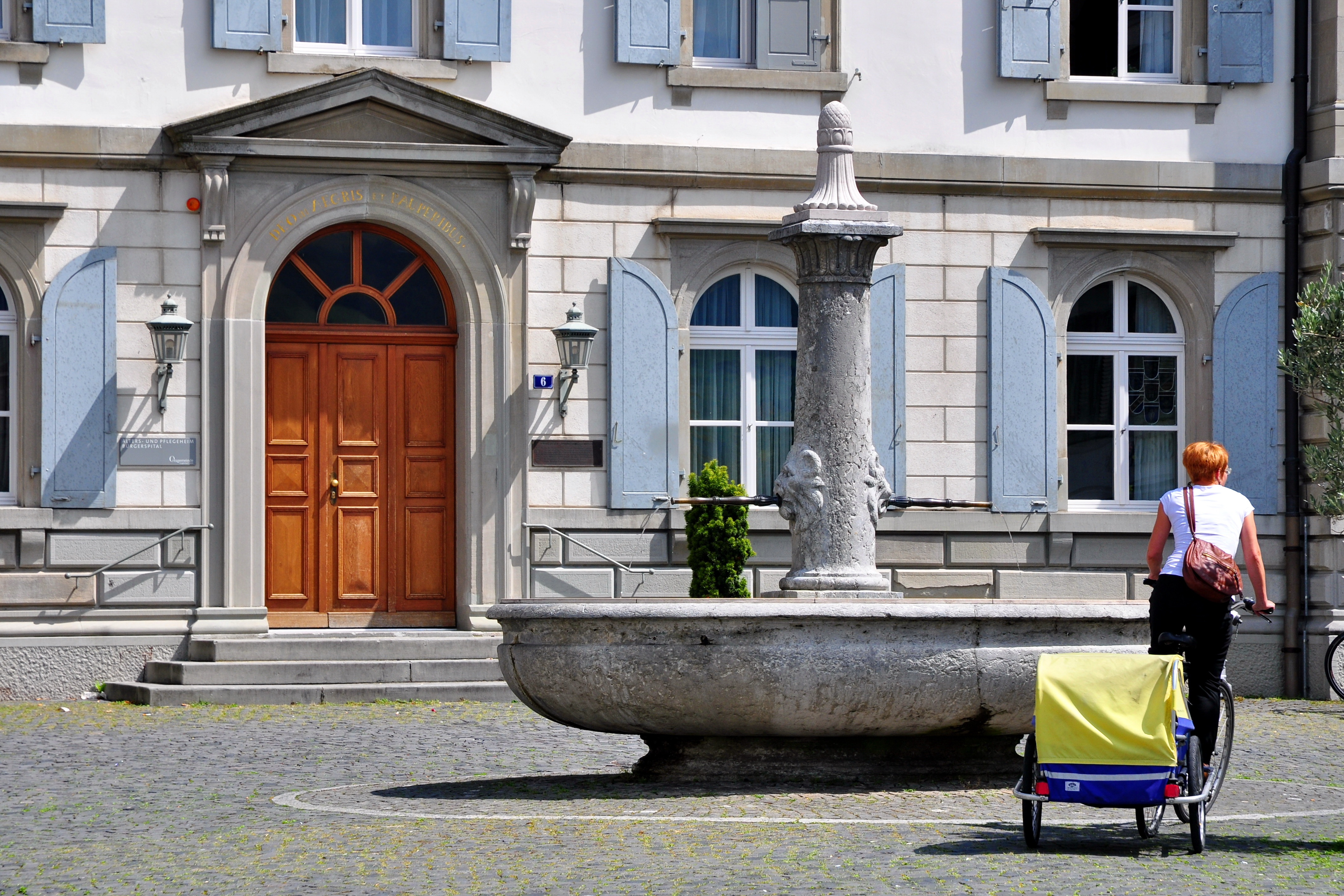
Fischmarktbrunnen

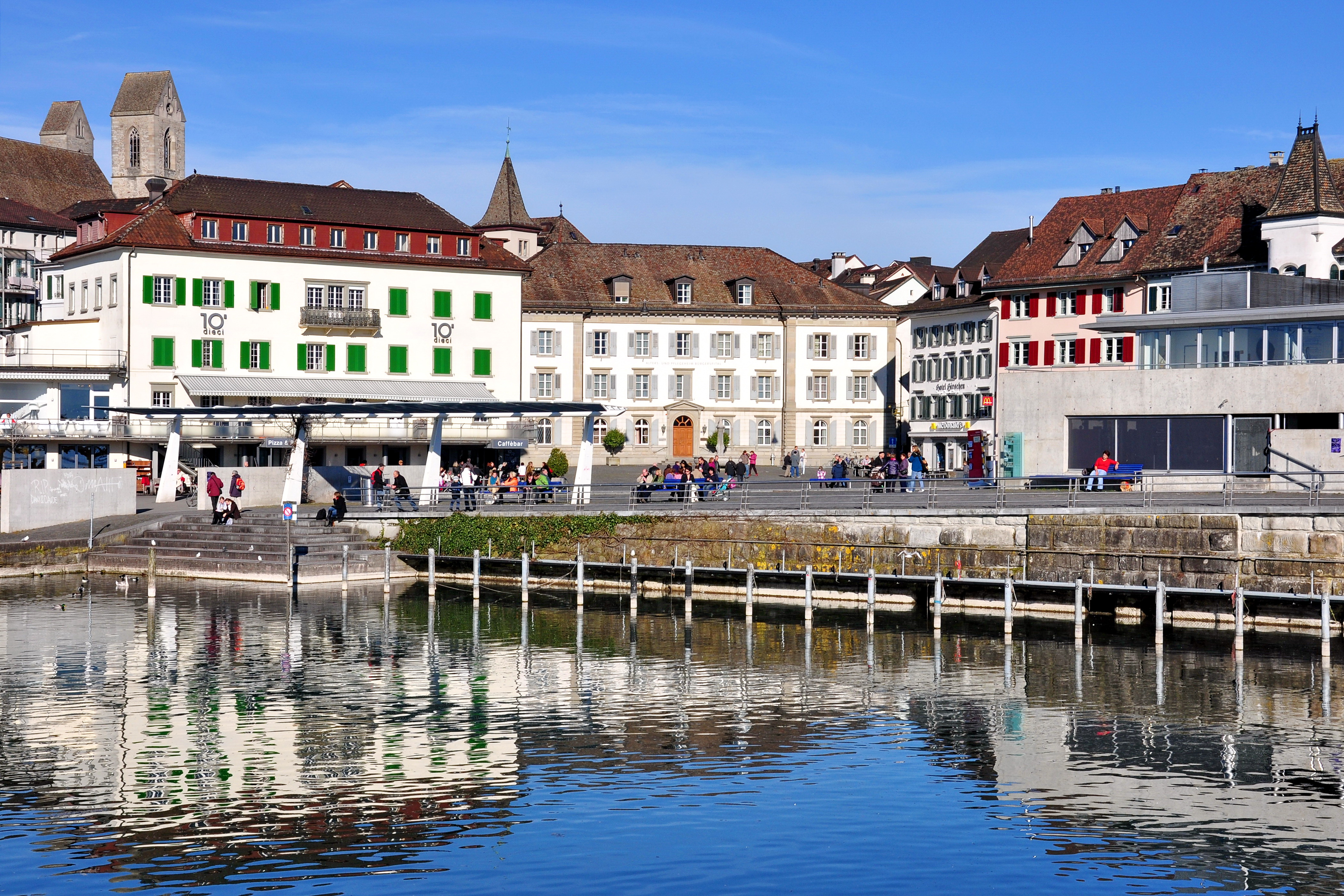
Blick vom Seedamm zum Fischmarktplatz

Der spätmittelalterliche Brunnen stand ursprünglich östlich des Spitalgebäudes, in der Fischmarktgasse gegenüber dem heutigen Schlosskino, im Zentrum des damaligen Platzes. Der Steinmetz Jakob Willi erhielt im Jahr 1691 den Auftrag zur Neugestaltung. Mit der Auffüllung des inneren Hafens und dem Neubau des Heiliggeistspitals wurde der barocke Brunnen an seinen heutigen Standort verlegt. 1845 erfolgte die Fertigstellung des heutigen Brunnens, zwar etwas grösser als derjenige auf dem Engelplatz, aber sonst bis ins Detail gleich gearbeitet. Am früheren Standort wurde 1845 ein Ovalbecken mit toskanischem Brunnenpfeiler gesetzt, das auf die Fischmarktstrasse und zum heutigen Altersheim hin einen Ausguss besitzt.

## Verkehr
Der Platz gehört zur Fussgängerzone der Innenstadt und liegt in der Nähe des Bahnhofs mit Zugang zur S-Bahn Zürich und dem Busnetz der Verkehrsbetriebe Zürichsee und Oberland sowie den Kursschiffen der ZSG und des Schifffahrtsbetrieb Hensa auf dem Obersee. Das an der Seedammstrasse gelegene unterirdische Parkhaus ist vom Gebäude des Verkehrsvereins aus zugänglich.